# Латинская долина
Латинская долина (итал. Valle Latina) — географический и исторический регион Италии, который тянется от юга Рима до Кассино, что соответствует восточной части древнего римского Лация. Основными городами долины являются Фрозиноне, Кассино, Сора, Ананьи, Алатри. По долине текут реки Лири и Сакко. Долина находится в регионе Лацио. В средние века долина была разделена между Папской областью и Неаполитанским королевством.